# Shanghai
För andra betydelser, se Shanghai (olika betydelser).
Shanghai (fil) (上海市; Shànghǎishì) är en megastad i Folkrepubliken Kina, belägen vid Yangtzes delta mot Östkinesiska havet. Shanghai är ett av de fyra storstadsområdena i Kina som är ställda direkt under landets centrala administration i huvudstaden Peking.
Shanghai är en av Kinas och världens absolut största städer. Centrala Shanghai utan sina förorter hade 18 630 000 invånare 2014. Regionen hade officiellt 24 260 000 invånare år 2014. Hela det urbana området runt Shanghai var 2010 befolkad av 34 000 000 invånare. Shanghai är även världens största stad som inte är en huvudstad.
Shanghai är ett av världens viktigaste finanscentra och en viktig transporthub med världens största containerhamn.
Shanghai var en av fem fördragshamnar som tvingades öppna efter freden i Nanking i slutet av första opiumkriget (1839–1842). Därefter bildades Franska koncessionen och Shanghai International Settlement. Shanghai är bland annat känt för de koloniala byggnaderna vid Bund, skyskraporna på Pudong och Yu Garden från 1500-talet.

## Geografi och klimat
Shanghai ligger vid Huangpufloden, som här flyter samman med Wusong från väster och under detta namn faller ut i Yangtzes mynningsvik 21 km nedanför Shanghai. Området är mycket sankt, trots en mängd dräneringskanaler.
Shanghai har ett fuktigt subtropiskt klimat (Köppen Cfa) med fyra distinkta årstider.
Uppmätta normala temperaturer och -nederbörd i Shanghai:
|                                            | Jan | Feb  | Mar  | Apr  | Maj  | Jun  | Jul  | Aug  | Sep  | Okt  | Nov  | Dec  |
| ------------------------------------------ | --- | ---- | ---- | ---- | ---- | ---- | ---- | ---- | ---- | ---- | ---- | ---- |
| Normaldygnets maximitemperaturs medelvärde | 8,1 | 10,1 | 13,8 | 19,5 | 24,8 | 27,8 | 32,2 | 31,5 | 27,9 | 22,9 | 17,3 | 11,1 |
| Normaldygnets minimitemperaturs medelvärde | 2,1 | 3,7  | 6,9  | 11,9 | 17,3 | 21,7 | 25,8 | 25,8 | 22,4 | 16,8 | 10,6 | 4,7  |
|                                            |     |      |      |      |      |      |      |      |      |      |      |      |
| Nederbörd                                  | 74  | 59   | 94   | 74   | 85   | 182  | 246  | 214  | 87   | 56   | 52   | 44   |

| Diagram | temperaturer i °C • månadsnederbörd i mm | temperaturer i °C • månadsnederbörd i mm | temperaturer i °C • månadsnederbörd i mm | temperaturer i °C • månadsnederbörd i mm | temperaturer i °C • månadsnederbörd i mm | temperaturer i °C • månadsnederbörd i mm | temperaturer i °C • månadsnederbörd i mm | temperaturer i °C • månadsnederbörd i mm | temperaturer i °C • månadsnederbörd i mm | temperaturer i °C • månadsnederbörd i mm | temperaturer i °C • månadsnederbörd i mm | temperaturer i °C • månadsnederbörd i mm |
|         | 74 8 2                                   | 59 10 4                                  | 94 14 7                                  | 74 20 12                                 | 85 25 17                                 | 182 28 22                                | 246 32 26                                | 214 32 26                                | 87 28 22                                 | 56 23 17                                 | 52 17 11                                 | 44 11 5                                  |

## Befolkning
Shanghai har en mycket snabb befolkningsutveckling, främst beroende på inflyttning från den omkringliggande landsbygden och andra delar av Kina. Stadens befolkning är därför väldig heterogen i jämförelse med andra kinesiska städer. Shanghai har genomfört ett flertal administrativa åtgärder för att minska inflyttningen från andra delar av Kina, bland annat krav på att alla kinesiska besökare i staden måste registrera sig hos den lokala polisen.
Shanghai har officiellt över 18 miljoner invånare, men på grund av hukou-systemet är svårt att få en exakt siffra på antalet boende. 99,4 % av invånarna är Hankineser (汉族). Den största minoriteten är Hui (回族) som står för 55,5 % av minoritetsbefolkningen.
Shanghai har också en ständigt växande grupp av utländska invånare. Shanghai är den stad i Kina som har högst grad av giftermål mellan utländska och kinesiska medborgare. Ca 5 % av alla giftermål i Shanghai sker mellan en kines och en utländsk medborgare. Det nationella genomsnittet är 2 %.
Kvinnor i Shanghai anses ha en högre position i familjen och samhället än vad som är vanligt i andra delar av Kina. Bland annat är matlagning en syssla som vanligtvis utförs av mannen i den vanliga Shanghai-familjen.
I Shanghai finns de flesta större religioner representerade. Det är svårt att få en exakt siffra på antalet troende, men enligt statliga uppskattningar erkänner sig (är aktiva) 370 000 till den buddhistiska läran, över 110 000 är daoister, 60 000 muslimer, 14 000 är katoliker, och 18 000 tillhör andra kristna organisationer.

## Språk
I Shanghai talas en variant av den kinesiska Wu-dialekten. Den talas i ett område runt Yangtzeflodens nedre lopp, som även innefattar miljonstäderna Suzhou i provinsen Jiangsu och Hangzhou, provinsen Zhejiangs huvudstad. Lingvistiskt sett är Wu-dialekten att betrakta som ett språk. Wu-dialekten saknar skriftspråk liksom officiell ställning. Inom administration liksom inom undervisning används mandarinkinesiska, den officiella dialekten vilken talas i Kinas huvudstad Peking.
Det betyder att äldre människor som aldrig fått lära sig det officiella språket mandarin, inte kan prata och förstå vad som sägs på de officiella TV-kanalerna. Av politiska skäl har det dock bestämts att den, liksom andra lokala han-kinesiska språk, till exempel kantonesiska, skall benämnas som dialekter. Detta beror delvis på den speciella språkliga situationen i Kina där det har utvecklats ett gemensamt skriftspråk för folk som inte kan tala med varandra med fortfarande läsa samma tidningar och böcker.
På senare tid har Shanghaiborna börjat lyfta frågan om Shanghaispråkets möjliga utdöende och det har bestämts att en viss undervisning ska börja ske på Shanghaidialekten.

## Politik
Den politiska makten i Shanghai utövas officiellt av stadens folkregering, som leds av den regionala folkkongressen och borgmästaren. Storstadsområdet Shanghai befinner sig administrativt på provinsnivå, vilket betyder att borgmästaren i Shanghai är jämställd med guvernörerna i landets övriga provinser. Dessutom finns det en regional politiskt rådgivande konferens, som motsvarar Kinesiska folkets politiskt rådgivande konferens och främst har ceremoniella funktioner. Stadens borgmästare sedan 2020 är Gong Zheng.
I praktiken utövar dock den regionala avdelningen av Kinas kommunistiska parti den avgörande makten i Shanghai och partisekreteraren i regionen har högre rang i partihierarkin än borgmästaren. Sedan 2022 innehålls posten av Chen Jining som också sitter i partiets politbyrå.

## Sevärdheter

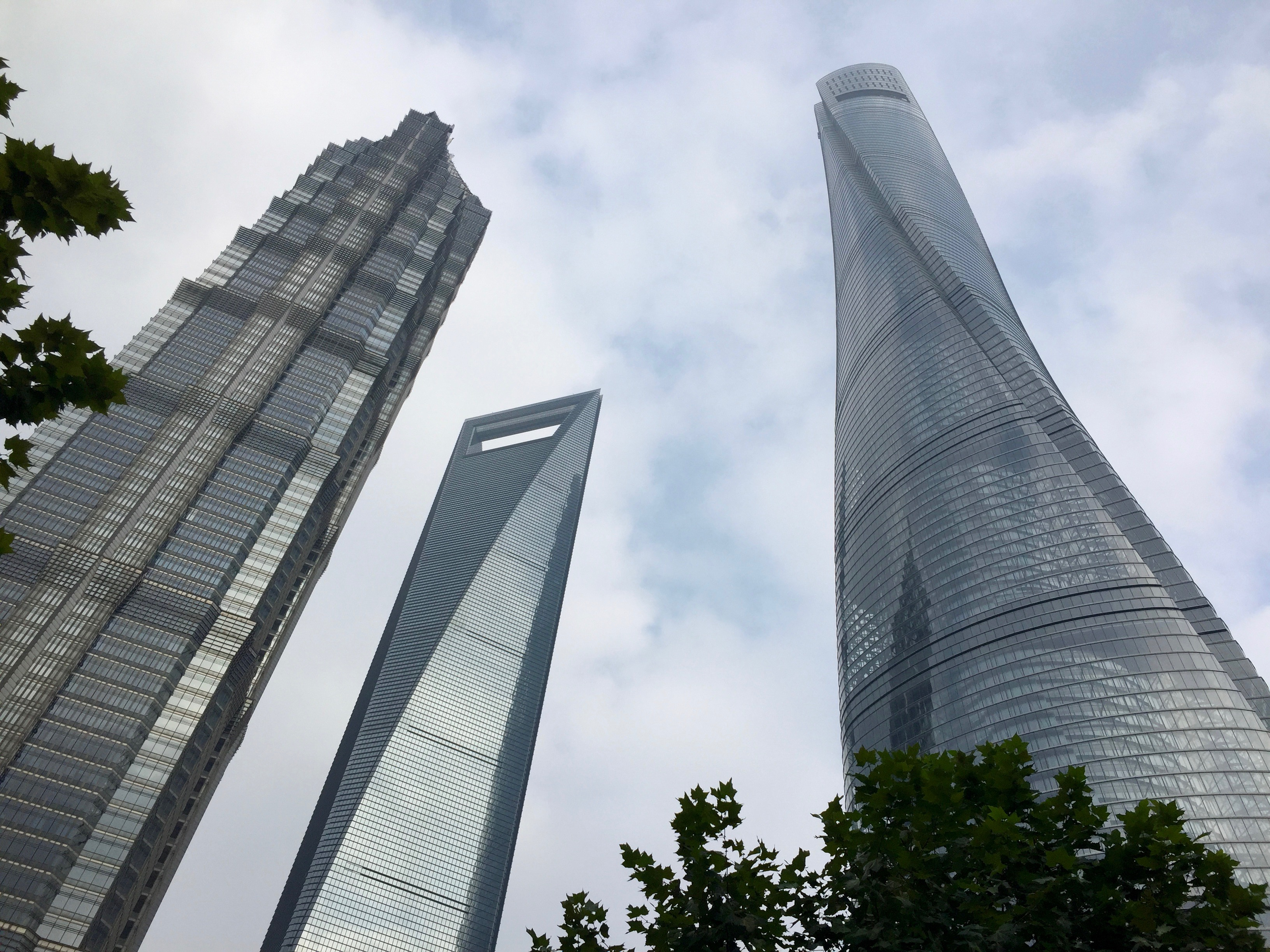
Shanghais tre högsta skyskrapor; Jin Mao Tower, Shanghai World Financial Center och Shanghai Tower.

Centralt i Shanghai finns Folkets torg som innehåller en park och ett antal museer och är byggd över den gamla galoppbanan från den tid England kontrollerade denna del av Shanghai (före 1949). Tunnelbanestationen under torget är en av världens största i storlek. Här ligger Shanghai Museum med samlingar av allt från mynt till kläder och arkeologi.
Från detta torg går gågatan östra Nanjing Lu med ett flertal varuhus och restauranger. Nanjing Lu slutar i öster vid Bund. Bund är en strandgata med gamla europeiska byggnader (till exempel. HSBC:s f.d. bankpalats) som ligger längs Huangpufloden. Under Huangpufloden kan man åka "The Bund sight-seeing tunnel". Här ligger också Peace Hotel, ett hotell byggt på 1920-talet i jugendstil.
Väster om Huangpufloden finns gamla stan med parken Yu Garden, anlagd 1521, och Jade Buddhatemplet och Long Huatemplet. Utanför stadscentrum ligger den historiska vattenstaden Qibao med kanaler och gamla hus som nu ligger inklämd i ett modernt bostadsområde. Öster om Huangpufloden ligger halvön Pudong med det futuristiska Pearl Tower med ett intilliggande akvarium. På Pudong finns några av världens högsta skyskrapor såsom Jin Mao, Shanghai World Financial Center och 632 m höga Shanghai Tower som är Kinas högsta byggnad och världens näst högsta byggnad (2017). Även Tekniska museet och XangJiang copy-market är välbesökta attraktioner på Pudong-sidan av Huangpufloden.
Andra sevärdheter är Shanghais museum, Postmuseet och Judiska museet.
Till Shanghai Pudong International Airport går Shanghais maglevtåg som trafikeras med 431 km/h. I närheten av flygplatsen ligger Shanghai Disney Resort och Geologiska museet.

## Områden
Affärsdistriktet Lujiazui på Huangpuflodens östra strandbank, Pudong, är ett av de ekonomiskt sett mer välbeställda områdena, medan stadens politiska administration huvudsakligen återfinns i det västliga Huangpudistriktet.
Kommersiella områden återfinns på flera platser i Shanghai, bland annat i Xintiandi och längs Huaihaigatan i Luwandistriktet och vid Xujiahui i Xuhuidistriktet. Stadens universitet återfinns huvudsakligen i och omkring bostadsområdena i Yangpu och Putuo.
De nio distrikten som tillsammans utgör Puxi (sv: "väster om Huangpufloden") utgör Shanghais innerstad.

## Administrativ indelning
Shanghais storstadsområde omfattar 16 stadsdistrikt (区 qū).
| Namn                   | Kinesiska              | Pinyin                 | Befolkning (2020)      | Yta (km²)              | Befolknings- täthet (/km²) | Karta                   |
| ---------------------- | ---------------------- | ---------------------- | ---------------------- | ---------------------- | -------------------------- | ----------------------- |
| Distrikt i stadskärnan | Distrikt i stadskärnan | Distrikt i stadskärnan | Distrikt i stadskärnan | Distrikt i stadskärnan | Distrikt i stadskärnan     | Shanghais stadsdistrikt |
| Huangpu                | 黄浦区                 | Huángpǔ qū             | 662 000                | 20                     | 32 260                     | Shanghais stadsdistrikt |
| Xuhui                  | 徐汇区                 | Xúhuì qū               | 1 113 078              | 55                     | 20 330                     | Shanghais stadsdistrikt |
| Changning              | 长宁区                 | Chángníng qū           | 693 051                | 38                     | 18 100                     | Shanghais stadsdistrikt |
| Jing'an                | 静安区                 | Jìng'ān qū             | 975 707                | 37                     | 26 460                     | Shanghais stadsdistrikt |
| Putuo                  | 普陀区                 | Pǔtuó qū               | 1 239 800              | 55                     | 22 610                     | Shanghais stadsdistrikt |
| Hongkou                | 虹口区                 | Hóngkǒu qū             | 757 498                | 23                     | 32 260                     | Shanghais stadsdistrikt |
| Yangpu                 | 杨浦区                 | Yángpǔ qū              | 1 242 548              | 61                     | 20 460                     | Shanghais stadsdistrikt |
| Förortsdistrikt        |                        |                        |                        |                        |                            | Shanghais stadsdistrikt |
| Pudong                 | 浦东新区               | Pǔdōng xīnqū           | 5 681 512              | 1 210                  | 4 690                      | Shanghais stadsdistrikt |
| Baoshan                | 宝山区                 | Bǎoshān qū             | 2 235 218              | 271                    | 8 250                      | Shanghais stadsdistrikt |
| Minhang                | 闵行区                 | Mǐnháng qū             | 2 653 489              | 371                    | 7 160                      | Shanghais stadsdistrikt |
| Jiading                | 嘉定区                 | Jiādìng qū             | 1 834 258              | 464                    | 3 950                      | Shanghais stadsdistrikt |
| Jinshan                | 金山区                 | Jīnshān qū             | 822 776                | 586                    | 1 400                      | Shanghais stadsdistrikt |
| Songjiang              | 松江区                 | Sōngjiāng qū           | 1 909 713              | 606                    | 3 150                      | Shanghais stadsdistrikt |
| Qingpu                 | 青浦区                 | Qīngpǔ qū              | 1 271 424              | 670                    | 1 900                      | Shanghais stadsdistrikt |
| Fengxian               | 奉贤区                 | Fèngxián qū            | 1 140 872              | 687                    | 1 660                      | Shanghais stadsdistrikt |
| Chongming              | 崇明区                 | Chóngmíng qū           | 637 921                | 1 185                  | 538                        | Shanghais stadsdistrikt |

Distriktet Huangpu inkluderar från och med år 2000 även distriktet Nanshi och från år 2011 distriktet Luwan. Distriktet Pudong inkluderar från 2009 distriktet Nanhui. Distriktet Jing'an inkluderar från 2015 distriktet Zhabei.
Distriktet Chongming består av ön Chongming, som är Kinas till ytan näst största ö, samt ett par mindre öar.
Shanghai var år 2022 indelat i sammanlagt 107 stadsdelsdistrikt (jiedao), 106 köpingar (zhen) och 2 socknar (xiang).

### Satellitstäder
Storstadsområdet Shanghai har absorberat en rad mindre orter som tidigare lydde under andra härad eller hade status som egna härad. Dessa är nu satellitstäder som är stadsdistrikt på häradsnivå. Till dessa hör:
- Minhang (闵行区 Mǐnháng qū) – Shanghai härad fram till 1992;
- Jiading (嘉定区 Jiādìng qū) – Jiading härad fram till 1992;
- Jinshan (金山区 Jīnshān qū) – Jinshan härad fram till 1997
- Songjiang (松江区 Sōngjiāng qū) – Songjiang härad tills 1998
- Qingpu (青浦区 Qīngpǔ qū) – Qingpu härad tills 1999
- Fengxian (奉贤区 Fèngxián qū) – Fengxian härad fram till 2001

Ön Chongming som ligger vid Yangtze-flodens mynning är ett eget stadsdistrikt med samma namn som ön.

## Kommunikationer
Staden har ett gott kollektivtrafiknät med olika typer av spårburen trafik, som pendeltåg och tunnelbana samt Magnettåg mellan internationella flygplatsen och centrala staden (Maglev).

### Tunnelbana

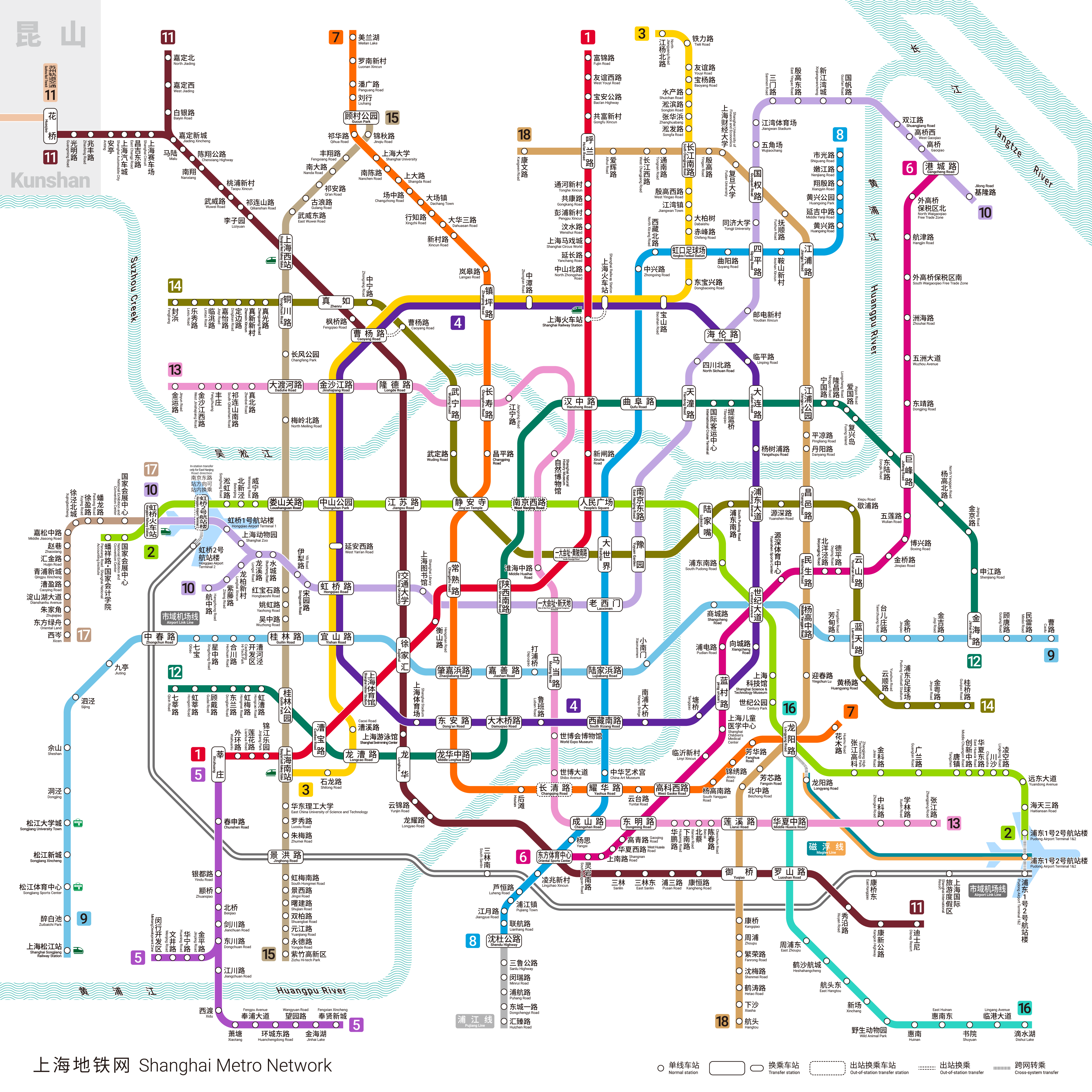
Shanghais tunnelbana är världens längsta tunnelbanenät.

Shanghais tunnelbana har växt fort under kort tid efter att den invigdes 1995. Februari 2016 var linjenätet 588 km långt med 14 linjer och 284 stationer vilket gör Shanghais tunnelbana till världens längsta.

### Spårvagn
I januari 2010 öppnades en helt ny spårvagnslinje som kallas för Zhangjiang Tram.

### Pendeltåg
Shanghai har flera pendeltågslinjer som bl.a. går till de stora tågcentralerna Shanghai Railway Station och Shanghai South Railway Station.

### Magnettåg

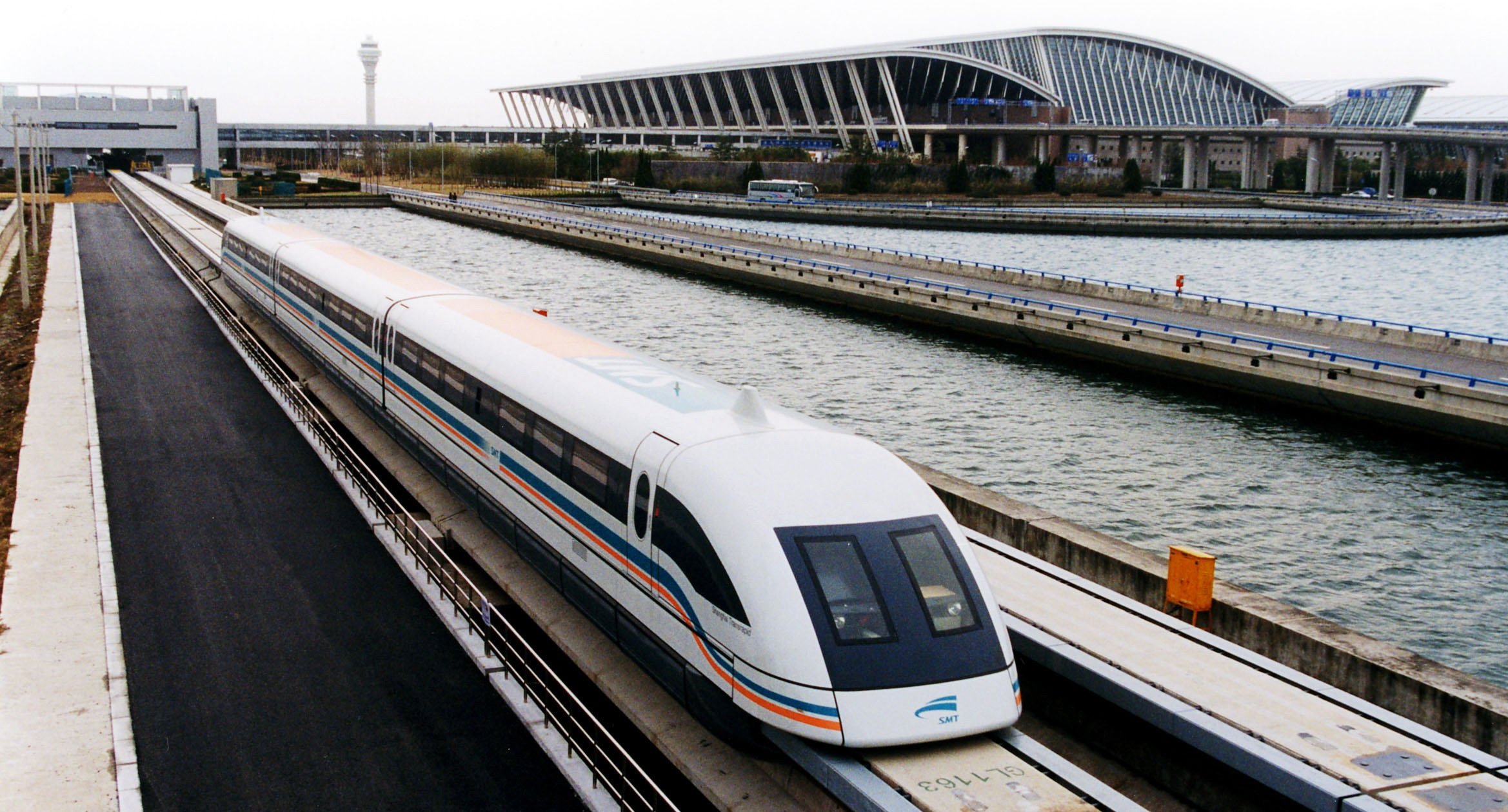
Ett Maglevtåg lämnar Shanghai Pudongs internationella flygplats. Topphastigheten för sträckan tåget kör är 431 km/h.

Magnettåget Shanghai Maglev Train går mellan flygplatsen och centrala Shanghai (Pudong).

### Buss
Staden har fler än 1 000 busslinjer. För att hitta rätt buss kan det vara bra att veta att bussar som går in mot staden har nummer, medan de som går ut har namn. Bussar med nummer mellan 300 och 399 är nattbussar. Eftersom tunnelbanan slutar gå ganska tidigt så finns det ett stort antal nattbusslinjer som ersätter hela natten.

### Flyg
Shanghai Pudongs flygplats är Shanghais stora internationella flygplats. Mellan flygplatsen och Pudong går tunnelbanans linje 2 samt Magnetbanan, med hastigheter på upp till över 400 km i timmen. Ett museum finns vid ändstationen i Pudong). 2010 öppnade också nya HongQiao flygplatsen som är Shanghais nya kommunikationsnav. Båda flygplatserna är i princip internationella flygplatser även om mest lokalflyg inom Kina går från HongQiao. HongQiao har SHA och Pudong har PVG som IATA-kod.

## Utbildning
Kinas akademiska centrum är Peking, och Shanghai har inte tillnärmelsevis så många universitet och högskolor. Här finns dock några av Kinas mest prestigefyllda lärosäten, bland annat Shanghai Jiao Tong-universitetet, East China Normal University, Fudanuniversitetet och Tongjiuniversitetet.

## Historia
Shanghai omnämns i kinesiska historiska källor som en lokalt viktig handelsort redan på Song- och Yuandynastin. Vid Mingdynastins början lär den ha haft en befolkning på närmare 300 000 personer, ett otal kringliggande småorter inkluderade. Ofta brukar man säga att dagens Shanghai grundades år 1553, då en stadsmur byggdes runt själva stadskärnan, som skydd mot pirater. De flesta invånarna livnärde sig vid denna tid antingen på handel eller fiske. Shanghai började uppleva ett ekonomiskt uppsving i slutet på 1700-talet och hade i början av det påföljande seklet fått ett rykte om sig som en handelsmetropol av växande betydelse och med ett strategiskt läge vid Huangpufloden, en biflod till den mäktiga Yangtzefloden.
Under Opiumkriget erövrade Storbritannien Shanghai den 19 juni 1842 och staden förklarades genom Freden i Nanking den 29 augusti samma år öppen för utlänningar. Den åt engelsmännen upplåtna bosättningsplatsen sträckte sig från Suzhouån i norr till Yangbangkanalen i söder. Mellan Yangbangkanalen och den ursprungliga kinesiska staden låg ett smalt landområde, vilket år 1849 överlämnades åt Frankrike. USA upprättade år 1862 en koncession norr om Suzhouån.
Under senare delen av Taipingupproret var Shanghai den enda hamnstaden i mellersta Kina som inte var ockuperad av kinesiska rebeller, vilkas försök att inta Shanghai slogs tillbaka åren 1860-1861. Därigenom gynnades stadens ekonomi och handel och Shanghai fick sin position som Kinas viktigaste hamnstad. Staden behöll denna position fram till kommunisternas seger i det kinesiska inbördeskriget och Folkrepubliken Kinas grundande den 1 oktober 1949. Därefter flydde stora delar av stadens kinesiska ekonomiska elit till den brittiska kolonin Hongkong, vilken även övertog positionen som Kinas viktigaste hamnstad.

### Det koloniala Shanghai

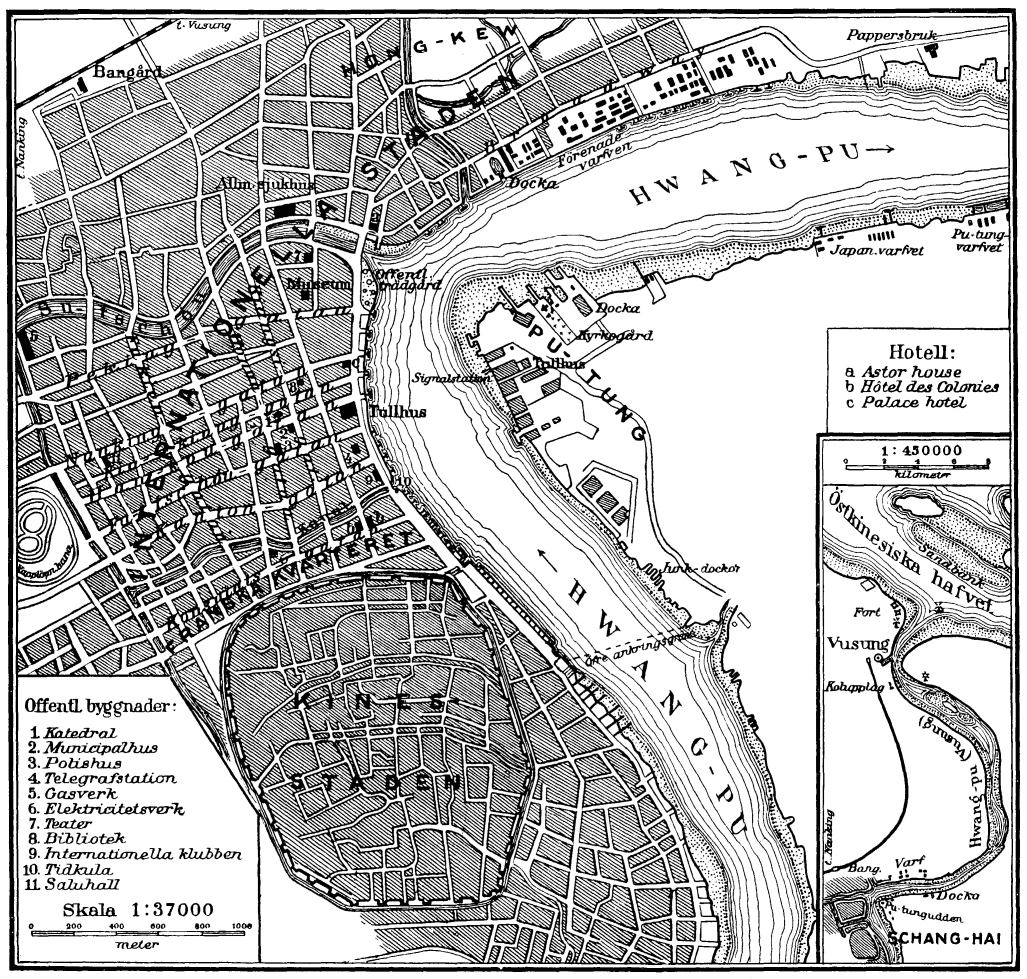
Shanghai, ca 1910

Under Qingdynastin bestod Shanghai av en kinesisk stadsdel, omsluten av en 5 km lång mur med en i dess omedelbara närhet liggande vallgrav. Den kinesiska stadsdelens husbestånd utgjordes företrädesvis av envånings trähus.
Det äldsta av stadens europeiska områden, den brittiska koncessionen, var belägen söder om Suzhouån (eng, Wade-Giles: Soochow Creek), och norr om Yangjingbangkanalen. Söder om Yangjingbangkanalen låg den franska koncessionen, närmare den kinesiska staden.
Norr om Suzhouån tilldelades USA ett koncessionsområde, vilket år 1863 förenades med den brittiska koncessionen under namnet "den Internationella bosättningen" (eng: International Settlement), medan den franska koncessionen även framgent behöll sin legala autonomi.
De utländska delarna av Shanghai gick under benämningen "den europeiska staden". De hade, till skillnad från den ovan nämnda kinesiska stadsdelen, företrädesvis breda och dränerade avenyer och boulevarder kantade av träd. Här fanns vidare en mängd byggnader i nyklassisk europeisk stil, stora hotell, klubbar, palats och monument, bland annat en staty av Gordon pascha. I den amerikanska stadsdelen Hongkou låg de största fabrikerna, skeppsvarven och skeppsdockorna. 

Shanghais stadsfullmäktiges flagga under den internationella bosättningen. Den svenska unionsflaggan kan ses i emblemet.

Det så kallade ”Internationella bosättningen” stod under tillsyn av ett stadsfullmäktige bestående av nio medlemmar, valda av och bland de utländska skattebetalarna utan hänsyn till deras nationalitet. Kinesiska skattebetalare var uteslutna från rådet ända fram till 1920-talet.
Vid sekelskiftet utökades stadens gatunät ansenligt väster och nordväst om Shanghais hästkapplöpningsbana (se karta). Nära denna var en gång det svenska konsulatet beläget. Platsen där Shanghais hästkapplöpningsbana tidigare var belägen utgör idag Shanghais Folkets torg.
Lagstiftningen utövades av alla skattebetalare med pekuniära kvalifikationer, liksom allmän rådstuga på allmänna sammanträden. På liknande sätt administrerades den franska koncessionen, med undantag för att den franske generalkonsuln hade rätt att kontrollera varje utgift och lagd röst. Söder om Suzhouån, längs gatan Bund, låg stadens koloniala tullhus, en vacker allmän park, de utländska konsulaten, flera bankpalats och kyrkor, bl. a. en engelsk katedral i gotisk stil av sir Gilbert Scott. Denna stadsdel fick tidigt elektrisk belysning, vattenledning och spårväg.
I de utländska kolonialmakternas besittningar uppfördes byggnader i utländska arkitektoniska stilar. Denna bebyggelse finns till viss del bevarad. Mest kända är förmodligen byggnaderna längs Bund (traditionell kinesiska: 外灘; förenklad kinesiska: 外滩; hanyu pinyin: Wàitan; eng: the Bund). Bund tillhörde ursprungligen den brittiska besittningen i Shanghai. Söder om Bund ligger Quai de France, vilken under kolonialtiden utgjorde en del av den franska besittningen.
Vid folkräkningen 1895 räknades den infödda befolkningen i de europeiska kvarteren till 286 753 personer och beräknades i den kinesiska staden till cirka 125 000. Vid folkräkningen 1905 var utlänningarna 11 497, bland dem 3 713 engelsmän, 2 157 japaner, 1 329 portugiser, 991 amerikaner, 785 tyskar, och 568 indier. Vid denna tid fanns det även en svensk koloni och det fanns ett skandinaviskt sjömanshem och en svensk avlönad konsul. Invånarantalet uppgavs år 1912 till 651 000.

### Det republikanska Shanghai (1911–1949)
1911 föll Qing-dynastin och ersattes av Republiken Kina. En rad nya byggnadsprojekt inleddes och den gamla stadsmuren revs. Åren 1914–1915 fylldes Yangjingbang-kanalen för att ge plats åt en gata som idag kallas Yan'an Donglu.
Kinas kommunistiska parti (KKP) grundades av bland annat Mao Zedong i Shanghai år 1921. Lokalen där partiet grundades finns fortfarande kvar och utgör idag en delshoppinggallerian Xintiandi (traditionell kinesiska: 新天地; förenklad kinesiska: 新天地; hanyu pinyin: Xintiandí) ägd av Shui On Land från Hongkong.
Shanghai var en plats där man experimenterade med olika styrelseformer. År 1921 jagade en massiv gräsrotsrörelse bort lokala krigsherrar men led nederlag när Chiang Kai-shek intog staden.
Under andra sino-japanska kriget 1937–1945 ockuperades staden av Japan. Japan hade under kriget omfattande politiska kontakter med Nazityskland och flera representanter för Nazistpartiet besökte Shanghai efter det att den japanska ockupationen av staden inletts. I Shanghai hade det under kolonialtiden funnits ett flertal affärsmässigt mycket framgångsrika judiska familjer, bland annat den berömda familjen Sassoon. Tyskland föreslog därför att Japan, i likhet med det egna landet, skulle upprätta koncentrationsläger för Shanghais judiska befolkning. Dessa läger borde enligt tyskarna upprättas på Chongmingön (traditionell kinesiska: 崇明島; förenklad kinesiska: 崇明岛; hanyu pinyin: Chongming Dao), en stor ö belägen i Yangtzeflodens delta, inte långt från Shanghai. Den japanska regeringen valde att inte följa dessa råd.

### Shanghai under Folkrepubliken Kina (1949-)
Efter kommunisternas maktövertagande och grundandet av Folkrepubliken Kina den 1 oktober 1949, skedde en mängd symboliska förändringar i stadslandskapet i Shanghai. Så döptes till exempel en rad gator om och fick nya progressiva namn: ett exempel bland de gator som ursprungligen haft utländska namn är den berömda affärsgatan Avenue Joffre i den tidigare franska besittningen, som döptes om till Huaihaigatan (traditionell kinesiska: 淮海路; förenklad kinesiska: 淮海路; hanyu pinyin: Huáihai Lù). Även en del kinesiska gatunamn med anknytning till det s.k. “gamla samhället” byttes ut, och så blev exempel vis Republikens Gata (minguo lu) nu Folkets Gata (renmin lu).
I januari 1967, som ett led i den s.k. kulturrevolutionen, grundade medlemmar av stadens politiska "ultra-vänster" en ny administrativ ordning som man döpte till Shanghaikommunen och som, i teorin, var tänkt att låta arbetare och soldater utöva politisk direkt kontroll över stadens ledning i enlighet med modellen från Pariskommunen år 1871. Pariskommunen hade av Karl Marx beskrivits som ett mycket bra exempel på hans egna teorier om "proletariatets diktatur". Mao Zedong ställde sig dock i någon mån tveksam till Shanghaikommunen: bl.a. krävde han efter bara ett par veckor att den skulle byta namn (något som också skedde) till Shanghais stads Revolutionskommitté. Dess för hans instruktioner lyhörda ledare stödde han dock under resten av sitt liv: tre av dem skulle som medlemmar av det s.k. "De fyras gäng" arresteras kort efter hans död.
Staden har bibehållit sin ledande ställning under Deng Xiaopings reformer. När borgmästaren Jiang Zemin utsågs till generalsekreterare i Kinas kommunistiska parti i juni 1989, befordrade han flera av sina skyddslingar från Shanghai-apparaten till ledande poster i partiet som fortfarande har en viktig maktställning. Den nye generalsekreteraren Hu Jintaos utrensning av Shanghais partisekreterare  Chen Liangyu 2006 var ett slag mot Jiangs "Shanghai-klick".

## Vänorter
Shanghai har följande vänorter:
- Alexandria, Egypten, sedan 15 maj 1992
- Antwerpen, Belgien, sedan 1984
- Barcelona, Spanien, sedan 31 oktober 2001
- Basel-Stadt, Schweiz, sedan 19 november 2007
- Bratislava region, Slovakien, sedan 10 november 2003
- Busan, Sydkorea, sedan augusti 1993
- Casablanca, Marocko, sedan 8 september 1986
- Chicago, USA, sedan 28 december 2007 (Chicago och Shanghai hade haft samarbete redan 1985)
- Chiang Mai-provinsen, Thailand, sedan 2 april 2000
- City of London, Storbritannien, sedan 4 september 1996
- Colombo, Sri Lanka, sedan 11 augusti 2003
- Constanța județ, Rumänien, sedan 15 april 2002
- Cork, Irland, sedan 19 maj 2005. Cork och Shanghai blev det första paret av irländska och kinesiska orter med en vänortsrelation.
- Dubai, Förenade arabemiraten, sedan 30 maj 2000
- Dunedin, Nya Zeeland, sedan 21 oktober 1994
- Esbo, Finland, sedan 4 september 1998
- Guayaquil, Ecuador, sedan 6 juli 2001
- Provinsen Aden, Jemen, sedan 14 september 1995
- Göteborg, Sverige, sedan 23 oktober 2003
- Haifa, Israel, sedan 21 juni 1993
- Hamburg, Tyskland, sedan 29 maj 1986
- Hamburg-Mitte, Tyskland, vänort med Hongkou i Shanghai sedan 21 juni 2007
- Hamhung, Nordkorea, sedan 18 juni 1982
- Hirakata, Japan, vänort med Changning i Shanghai sedan 16 december 1987
- Ho Chi Minh-staden, Vietnam, sedan 14 maj 1994
- Istanbul, Turkiet, sedan 23 oktober 1989
- Izumisano, Japan, vänort med Xuhui i Shanghai sedan 21 oktober 1994.
- Jalisco, Mexiko, sedan 18 november 1998
- Jawa Timur, Indonesien, sedan 30 augusti 2006
- Karachi, Pakistan, sedan 15 februari 1984
- KwaZulu-Natal, Sydafrika, sedan 16 maj 2001
- Liverpool, Storbritannien, sedan 18 oktober 1999
- Maputo, Moçambique, sedan 25 oktober 1999
- Marseille, Frankrike, sedan 26 oktober 1987
- Metro Manila, Filippinerna, sedan 15 juni 1983
- Milano, Italien, 25 juni 1979
- Montréal, Kanada, sedan 14 maj 1985
- Nagasaki prefektur, Japan, sedan 14 oktober 1996
- Neyagawa, Japan, vänort med Luwan i Shanghai sedan 12 maj 1994
- Norra Jeolla, Sydkorea, sedan 17 april 2003
- Okahandja, Namibia, vänort med Maqiao i Minhang i Shanghai sedan 16 december 1998
- Osaka, Japan, sedan 18 april 1974
- Osaka prefektur, Japan, 20 november 1980
- Oslo, Norge, sedan 10 november 2001
- Phnom Penh, Kambodja, sedan 8 oktober 2008
- Pireus, Grekland, sedan 24 juni 1985
- Pommerns vojvodskap, Polen. Shanghai blev vänort med Gdańsks vojvodskap 4 juli 1985, men efter bildandet av Pommerns vojvodskap 1999 har Shanghai varit vänort med den.
- Port Vila, Vanuatu, sedan 8 juni 1994
- Porto, Portugal, sedan 15 april 1995
- Queensland, Australien, sedan 24 maj 1989
- Region Mittjylland, Danmark, sedan 17 mars 2008. Ursprungligen (sedan 10 november 2003) hade Shanghai Århus amt som vänort, men efter bildandet av Region Mittjylland 2007 förnyade Shanghai sin vänskapsrelation 2008.
- Rhône-Alpes, Frankrike, sedan 21 maj 2008. Relationen mellan dem började dock redan 20 november 1986.
- Rosario, Argentina, sedan 17 juni 1997
- Rotterdam, Nederländerna, 23 november 1979
- San Francisco, USA, 28 januari 1980
- Sankt Petersburg, Ryssland, sedan 15 december 1988
- Santiago de Cuba-provinsen, Kuba, sedan 28 augusti 1996
- São Paulo, Brasilien, sedan 7 juli 1988
- Storlondon, Storbritannien, sedan 31 mars 2009
- Södra Jeolla, Sydkorea, sedan 19 april 1996
- Tasjkent, Uzbekistan, sedan 15 december 1994
- Valparaíso, Chile, sedan 10 juli 2001
- Vladivostok, Ryssland, 27 april 1993
- Windhoek, Namibia, sedan 1 november 1995
- Yao, Japan, vänort med Jiading i Shanghai sedan 13 september 1986
- Yokohama, Japan, sedan 30 november 1973. Yokohama var Shanghais första vänort.
- Zagreb, Kroatien, sedan 18 juni 1980